# Agonocryptus adustus
Agonocryptus adustus är en stekelart som beskrevs av Gupta 1982. Agonocryptus adustus ingår i släktet Agonocryptus och familjen brokparasitsteklar. Utöver nominatformen finns också underarten A. a. paulus.